# Barcelona. Blanc i negre

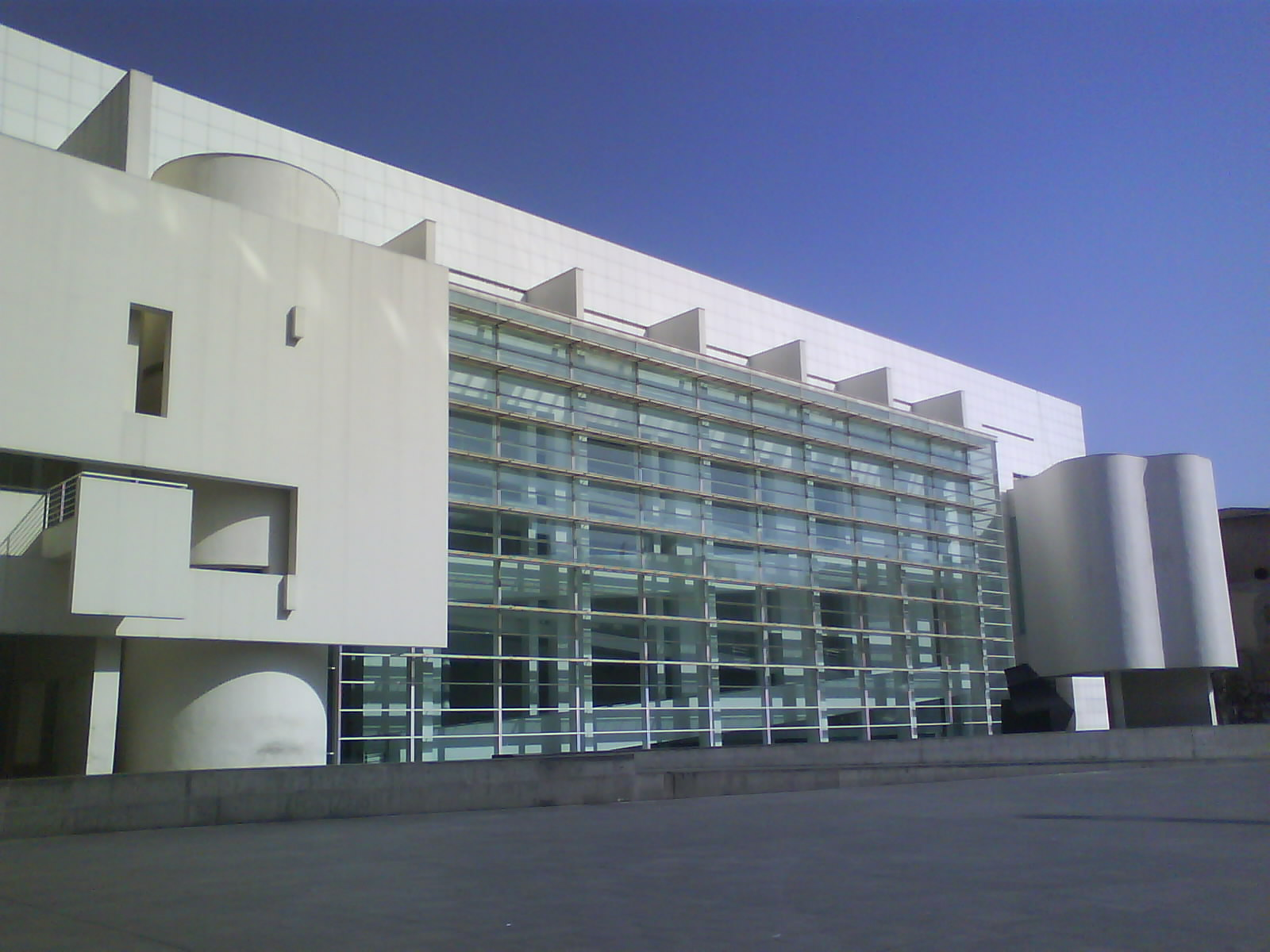
El MACBA conserva l'Arxiu Xavier Miserachs i n'exposa les fotografies més representatives

Barcelona. Blanc i negre és una sèrie de fotografies de Xavier Miserachs que relata la recuperació econòmica de la ciutat de Barcelona. Es va publicar en un fotollibre el 1964 amb l'editorial Aymà, acompanyada de textos de Josep Maria Espinàs. Actualment, el Museu d'Art Contemporani de Barcelona (MACBA) exposa les fotografies més representatives d'aquesta sèrie.

## Autor
Xavier Miserachs (Barcelona, 1937 – 1998) va decidir abandonar els estudis de medicina per dedicar-se de ple a la fotografia quan va conèixer l'obra del gran documentalista urbà William Klein i el seu treball sobre Nova York. El 1957 el crític barceloní Josep Maria Casademont va qualificar de «nova avantguarda» les fotografies de Xavier Miserachs, Ricard Terré i Ramon Masats que s'exposaven a l'Agrupació Fotogràfica de Catalunya a Barcelona. Des de llavors, aquest qualificatiu va passar a designar una nova generació de fotògrafs que va dur a terme una profunda renovació de la fotografia documental en el context de l'Espanya franquista. Xavier Miserachs, juntament amb Oriol Maspons (fotògraf amb qui va establir una llarga amistat i una gran afinitat professional), hi va tenir un paper destacat.
Entre els treballs més significatius de Miserachs destaquen les imatges que van donar lloc als llibres sobre Barcelona i la Costa Brava a començaments dels anys seixanta: Barcelona. Blanc i negre (Aymà, 1964) i Costa Brava Show (Kairós, 1966). Tots dos han contribuït d'una manera notable a documentar els primers anys del consum, l'incipient turisme de masses i el trànsit de les classes populars cap al nou entorn metropolità.

## Història
L'adquisició de fotografies històriques de l'artista es completa amb el dipòsit que va rebre el MACBA de la família Miserachs el febrer del 2011. Es tracta de vuitanta mil imatges de l'arxiu del fotògraf que es troben al Centre d'Estudis i Documentació MACBA per a la seva catalogació, conservació i difusió: un fons de negatius, diapositives, fulls de contacte i quaderns de notes que abasten des del 1954 fins al 1998, un patrimoni de 44 anys d'activitat amb alguns dels treballs més significatius d'un dels grans mestres de fotografia del país.

## Descripció
Les fotografies de Xavier Miserachs despleguen una mirada d'antropòleg: s'interessa per la ciutat del carrer, per la immigració i els primers mestissatges culturals, per l'obrerisme i el creixement urbanístic perifèric. Com ha escrit Josep Maria Espinàs, la de Miserachs és la Barcelona de l'«escalope a la milanesa, 10 pesetas» i dels «vestidos a plazos, 25 pesetas semanales». Amb l'obra de William Klein i Francesc Català Roca com a referents, Miserachs documenta el dia a dia de barris tan característics com Gràcia, Sants, el Born i la Barceloneta. Retrata el passeig familiar, les festes i els nens al carrer, els mercats de vell, els obrers que surten de la fàbrica, les maletes dels immigrants a l'estació i també personatges populars coneguts de l'època.